# Sword and sorcery

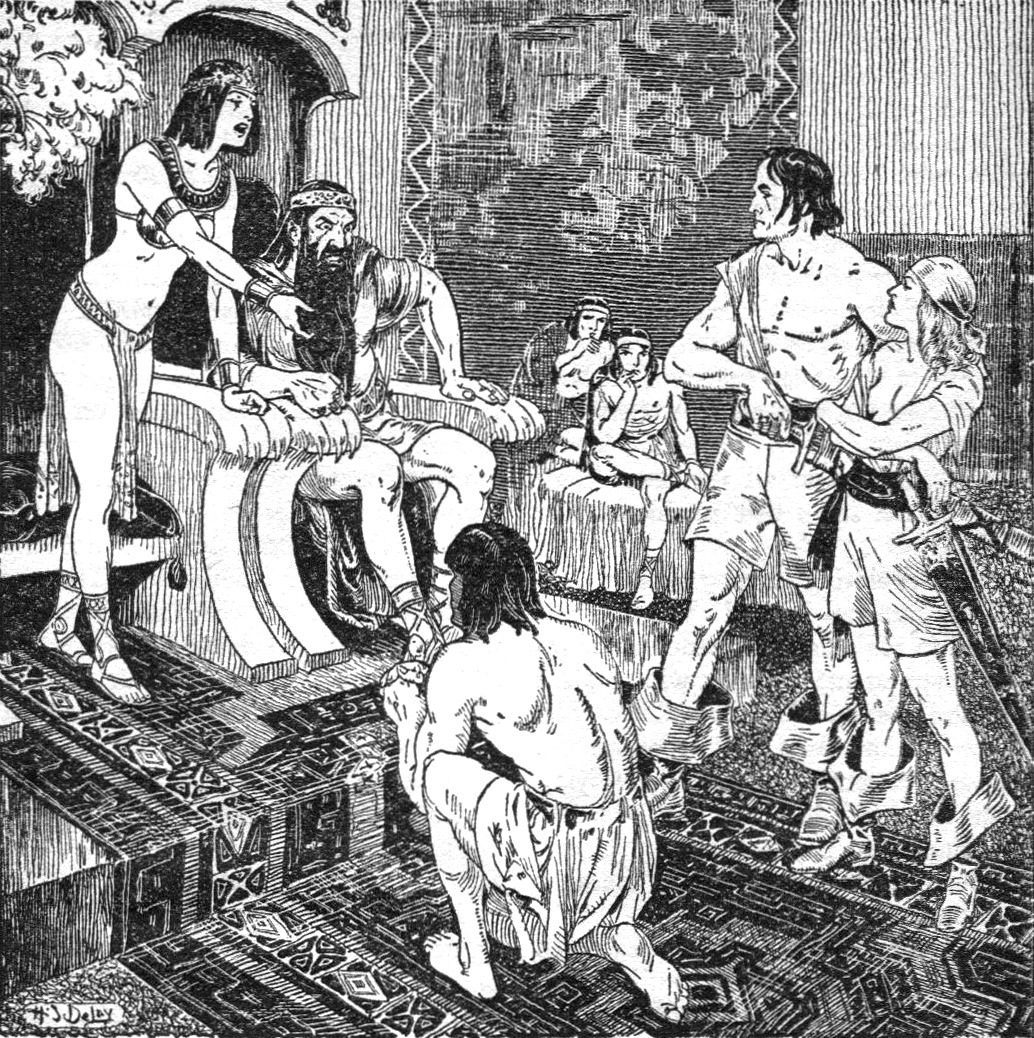
Illustrazione di Harold Saylor De Lay per una scena del racconto a puntate Red Nails (l'ultimo del ciclo narrativo del celebre barbaro Conan) di Robert E. Howard; quest'immagine, in particolare, fu pubblicata per la prima volta nella rivista Weird Tales (agosto/settembre 1936, vol. 28, no. 2, a pag. 205). Rappresenta una tipica azione clou, all'interno di un'opera Sword and sorcery.

Lo sword and sorcery (in acronimo S&S, lett. "spada e stregoneria"), detto anche heroic fantasy ("fantasy eroico"), è un sottogenere della narrativa fantasy imperniato sui conflitti di piccola scala fra un protagonista dalla dubbia moralità ed avversari di natura spesso sovrannaturale, talvolta con l'inserzione di elementi romantici.

## Origini
Questo sottogenere ha radici antiche e, come molta letteratura fantasy, trae le proprie origini più lontane dalla mitologia e dall'epica pagana, come l'Odissea di Omero o la Edda in prosa di Snorri Sturluson, e dalla  letteratura picaresca di età moderna, ma i suoi progenitori immediati sono i romanzi d'avventura ottocenteschi: diversi tropi poi divenuti caratteristici dello sword & sorcery erano infatti già presenti nelle opere di cappa e spada di Walter Scott (Ivanhoe, 1820), Alexandre Dumas (I tre moschettieri, 1844) e Gustave Flaubert (Salammbô, 1862), fino ad arrivare a Jack London (Il vagabondo delle stelle, 1915) e Rafael Sabatini (Scaramouche, 1921), ed erano stati elaborati in forme fantastiche già nei romanzi di mondo perduto composti da Jules Verne (Viaggio al centro della Terra, 1864), Henry Rider Haggard (Le miniere di re Salomone, 1885), Rudyard Kipling (L'uomo che volle farsi re, 1888) e Arthur Conan Doyle (Il mondo perduto, 1912). A inizio Novecento questi due filoni di narrativa popolare si intrecciarono nel sottogenere del planetary romance, ovverosia il racconto di cappa e spada ambientato non sulla Terra bensì su pianeti alieni, creato da Edgar Rice Burroughs con il suo ciclo di Barsoom (1912-1943) sulle pagine della rivista All-Story Weekly – la medesima testata su cui, pochi anni dopo, Abraham Merrit propose romanzi di viaggio dagli elementi magici via via più marcati, a partire da Il pozzo della Luna (1918-1919) fino a Il vascello di Ishtar (1924).
Accanto a questo graduale innesto di elementi fantastici nel romanzo d'avventura realistico, si stava sviluppando nella letteratura anglofona ottocentesca anche un gusto per il racconto breve sovrannaturale, riconducibile già alla ricezione in Europa delle Mille e una notte e alla grande stagione del romanzo gotico, e questa tradizione ebbe come esponenti di rilievo Ambrose Bierce, Robert W. Chambers, Arthur Machen e William Hope Hodgson, mentre Lord Dunsany se ne distaccò per avviare un filone, inizialmente minoritario, di letteratura mitopoietica, ben espresso dalla sua raccolta The Sword of Welleran and Other Stories (1908) e coltivato dopo di lui da Eric R. Eddison con il romanzo Il serpente Ouroboros (The Worm Ouroboros, 1922) e, con toni maggiormente comici e ribaldi, da James Branch Cabell con la saga Life of Manuel (1904-1930 ca.).
Questi disparati antecedenti trovarono infine una sintesi negli anni Venti sulle pagine di Weird Tales, la prima rivista statunitense a proporre esclusivamente narrativa fantastica: molti autori di punta di Weird Tales erano infatti parte di un cenacolo letterario epistolare guidato da Howard Phillips Lovecraft, estimatore sia della tradizione horror di Machen e Chambers sia dell'unicum di Dunsany, e la corrispondenza con Lovecraft stimolò il giovane Robert E. Howard a comporre racconti d'avventura fantastica dalle atmosfere perturbanti e dalle ambientazioni arcaiche con protagonisti Kull di Valusia (1929-1930) e Solomon Kane (1928-1932), fino a culminare con l'apprezzatissimo Conan il cimmero (1930-1936); il successo della produzione di Howard aprì la strada alle opere affini per tono e tema della sua collega Catherine Lucille Moore, la quale a sua volta fu emulata dal marito Henry Kuttner, mentre Clark Ashton Smith coltivò forme narrative meno legate al romanzo d'avventura e più tendenti al macabro e al grottesco. A cavallo fra 1936 e 1939 vennero però a mancare Howard e Lovecraft, Smith si ritirò a vita privata e Moore e Kuttner riorientarono la propria produzione sulla rivista di fantascienza Astounding Science Fiction, pertanto il giovane genere dello heroic fantasy sparì dalle pagine di Weird Tales e fu portato avanti per alcuni anni dal solo Fritz Leiber sulla rivista rivale Unknown, che però chiuse già nel 1943; ciò determinò una fase transitoria durata circa un decennio, in cui la narrativa di avventura fantastica seguì tendenzialmente gli stilemi del planetary romance burroughsiano più che il modello howardiano, fino a che la casa editrice Gnome Press non progettò una ristampa in volume di alcuni racconti di Howard. La curatela di tale progetto fu affidata a Lyon Sprague de Camp, anch'egli formatosi su Unknown, e a cavallo fra gli anni Cinquanta e Sessanta de Camp compose sia opere originali di sword & sorcery sia imitazioni deliberate del corpus howardiano e curò per la casa editrice Pyramid Books una collana di quattro antologie dedicate a tale sottogenere (1963-1970), codificandone così la fisionomia estetica e commerciale.

## Definizione del sottogenere

### Caratteristiche
L'espressione "sword and sorcery" fu coniata da Fritz Leiber nel numero di aprile 1961 della fanzine Ancalagon e dettagliata nel numero di luglio 1961 di un'altra fanzine, Amra, in risposta alla richiesta di Michael Moorcock: questi aveva pubblicato sul numero precedente di Amra un articolo in cui chiedeva un nome per definire il tipo di storie scritte da Robert E. Howard. Nell'articolo su Amra Leiber scrisse:
(Fritz Leiber, Amra, luglio 1961)
Per quanto le esatte caratteristiche più fini del sottogenere siano oggetto di dibattito, il consenso generale è che la narrativa sword and sorcery sia una branca fantastica della letteratura d'avventura, studiata per la forma narrativa del racconto o del romanzo breve (il che è ovvia causa e conseguenza della sua creazione sulle riviste di narrativa): nello specifico, lo sword and sorcery si svolge tradizionalmente in mondi immaginari dal sapore esotico e fiabesco, ha come protagonisti individui straordinari per capacità e tenacia, e coinvolge questi protagonisti (di norma un singolo o un duo) in conflitti di portata ristretta e personale, tale per cui lo scontro fra eroi e malvagi si svolge in spazi e tempi relativamente ristretti, mantiene un ritmo serrato e coinvolge il destino immediato di singoli individui o di piccole comunità. Su questo impianto generale si innestano poi elementi estrapolati da altre forme narrative: la scala personale dei conflitti agevola l'inserzione di sotto-trame sentimentali (se non apertamente erotiche) o di una patina umoristica; alle scene d'azione vere e proprie si intrecciano conflitti asimmetrici, simili alle situazioni del thriller o della storia di spionaggio; il sovrannaturale è tendenzialmente presentato nelle tinte fosche proprie della letteratura d'orrore, proponendo figure perturbanti di mostri, stregoni e demoni piuttosto che i concetti solari di fata o di elfo presenti in altre forme di fantasy. Questa commistione di avventura, orrore, erotismo e commedia imprime al genere anche una caratteristica ambiguità morale, tale per cui i personaggi nobili sono comunque smargiassi e furfanteschi e gli antagonisti presentano una certa macabra solennità. Dalla predilezione per il testo breve deriva altresì che molte saghe sword & sorcery consistono di vari episodi autoconclusivi collegati da una trama orizzontale relativamente lasca, in cui il protagonista o i protagonisti restano psicologicamente statici o vivono uno sviluppo interiore piuttosto limitato, ponendo invece l'enfasi sulle loro emozioni immediate durante la singola avventura; tuttavia esistono anche opere corali che esplorano una medesima ambientazione dal punto di vista di più personaggi, cambiando prospettiva di racconto in racconto.

### Rapporti con altri generi
Come accennato in precedenza, la narrativa sword and sorcery presenta delle importanti affinità e contiguità con il genere coevo del planetary romance, una forma di letteratura science fantasy direttamente derivata dal genere ottocentesco del mondo perduto: le opere planetary romance sono infatti storie d'avventura avveniristica (anziché soprannaturale) ambientate su pianeti diversi dalla Terra, nelle quali l'esotismo delle civiltà e dei biomi alieni prevale sulla verosimiglianza scientifica degli ecosistemi, e molta enfasi viene data alle vicende di agone bellico e di passioni amorose, collocate nel contesto di culture extraterrestri classicheggianti o medievaleggianti. Nelle primissime opere di questo filone, come il ciclo di Barsoom, gli elementi fantastici erano quasi accessori rispetto alle sequele di inseguimenti e duelli rocamboleschi (donde la definizione alternativa di sword and planet, cioè "spada e pianeta"), ma produzioni successive come la saga di Northwest Smith (1933-1940) della stessa C. L. Moore o il Ciclo marziano (1944-1963) di Leigh Brackett dedicarono uno spazio maggiore sia alle tecnologie futuristiche sia agli elementi magici e macabri sia allo scavo psicologico dei personaggi, dando adito a vere e proprie forme ibride con lo sword & sorcery.
È altrettanto degno di nota che, pur derivando da fonti simili, lo sword and sorcery è per molti versi antitetico al sottogenere chiamato high fantasy; quest'ultimo, infatti, porta in scena conflitti di scala macroscopica fra concetti assoluti di Bene e Male, conflitti in un cui una compagnia di eroi positivi affronta un antagonista intrinsecamente malvagio, e i protagonisti vivono nel corso della vicenda un percorso di formazione. Nondimeno, alcune opere dall'intreccio e dall'estetica high fantasy mutuano dallo sword and sorcery il gusto per le moralità grigie, evitando una prospettiva manichea, e certe saghe sword & sorcery nei momenti climatici espandono il conflitto sulla vasta scala proprio delle storie high fantasy. Si segnala pure che la mescolanza fra i due generi, qualora eseguita in chiave nichilista, con un'estetica al limite dello splatter e minimizzando l'elemento sovrannaturale, produce il sottogenere del grimdark, i cui iniziatori sono Glenn Cook con la saga de La Compagnia Nera e George R. R. Martin con le Cronache del ghiaccio e del fuoco.

## Opere rappresentative
L'elenco include sia opere di sword and sorcery vero e proprio sia testi affini di per sé science fantasy:
- I racconti di Solomon Kane (1928-1932), di Kull di Valusia (1929-1930) e di Conan il Cimmero (1932-1936) scritti da Robert E. Howard, le opere seminali del genere.
- I racconti di Hyperborea (1931-1958) e Zothique (1932-1953) scritti da Clark Ashton Smith, le prime serie di fantasy eroico imperniate su una specifica ambientazione e non su un protagonista ricorrente.
- I racconti di Jirel di Joiry di C. L. Moore (1934-1939), la prima serie di fantasy eroico con un'eroina femminile.
- I racconti e romanzi di Fafhrd e il Gray Mouser (1939-1988) di Fritz Leiber, una risposta di taglio picaresco e salace allo stile howardiano.
- I romanzi Il mondo oscuro (1946) e La maschera di Circe (1948) di Henry Kuttner (con probabili apporti di C. L. Moore), caratteristici del taglio science fantasy prevalente negli anni Quaranta.
- La tetralogia della Terra morente (1950-1984) di Jack Vance, sintesi di un'ambientazione science fantasy con intrecci e toni sword and sorcery.
- I racconti e romanzi di Pusad (1951-1977) di L. Sprague de Camp, una risposta di taglio razionalista al modello howardiano.
- I racconti e romanzi di Elric di Melniboné (1961-2022) di Michael Moorcock, concepiti come decostruzione del modello howardiano.
- I racconti e romanzi di Alyx (1967-1970) di Joanna Russ, un'esecuzione del genere in chiave compiutamente femminista.
- I racconti e romanzi di Kane (1970-1985) di Karl Edward Wagner, considerato l'iniziatore della "rinascita" dello sword and sorcery negli anni Settanta.
- La tetralogia di Morgaine (1976-1988) di C. J. Cherry, inserita dall'autrice nel suo Universo della Lega e della Confederazione.
- I Racconti della Terra Piatta (1978-1987) di Tanith Lee, che sintetizzano suggestioni provenienti da Smith e Vance con una mitopoiesi di sapore orientaleggiante.
- Il ciclo di antologie del Mondo dei ladri (1979-1989) a cura di Robert L. Asprin, in cui più autori cooperarono nello sviluppo di un'unica ambientazione.
- La tetralogia di Nevèrÿon (1979-1987) di Samuel R. Delany, caratterizzati da temi sociologici e da uno stile postmodernista.
- I racconti e romanzi di Imaro (1981-2017) di Charles R. Saunders, un esempio in ambito fantasy di letteratura afrofuturista.
- La saga dei Bastardi galantuomini (2006-in corso) di Scott Lynch, esempio del "nuovo" sword and sorcery del XXI secolo.

## La rappresentazione femminile nello sword & sorcery

Bêlit, regina dei pirati creata da Robert Howard, una delle prime eroine delle avventure Sword and Sorcery. Illustrazione della copertina della raccolta L'Era di Conan: Bêlit Vol.1. Edizione italiana © 2019 Panini S.p.A.

Nonostante le opere di C. L. Moore, Joanna Russ e altre autrici, lo sword and sorcery è stato a lungo dominato da protagonisti maschili: i personaggi femminili erano normalmente damigelle in pericolo che dovevano essere salvate e protette dall'eroe o avversarie dipinte come perfide seduttrici; anche in opere con protagoniste femminili composte da romanziere donne, come l'apprezzata trilogia della Strega Bianca di Tanith Lee (1975-1978), permaneva per convenzione narrativa il pericolo ricorrente di violenza sessuale a danni delle eroine. Tale stereotipizzazione si era affermata a dispetto dell'appoggio di Robert Howard ai movimenti femministi, posizione che lo aveva portato ad affiancare Conan a coprotagoniste proattive (Bêlit in La regina della Costa Nera, 1934, e Valeria in Chiodi rossi, 1936) e a imperniare singoli racconti di ambientazione rinascimentale sulle avventuriere Agnes de Chastillon (1932 ca.) e Sonya di Rogatino (1934, personaggio poi rielaborato in Red Sonja, eroina di fumetti e film sword and sorcery a soggetto originale prodotti negli anni Ottanta).
Un rilevante sforzo di superare questa rappresentazione della realtà venne dalla romanziera Marion Zimmer Bradley, che curò per un decennio la collana annuale di antologie Sword and sorceress (1984-2014), espressamente concepita per dare spazio ad autrici femministe e a opere con protagoniste femministe non influenzate dagli stilemi della realtà: la serie fu immensamente popolare e Bradley continuò a dirigerla fino alla sua morte, dando con ciò un notevole apporto alla rappresentazione paritaria entro il sottogenere.